# Hospice (álbum)
Hospice é o terceiro álbum de estúdio da banda americana de indie rock The Antlers, e seu primeiro álbum conceitual. Inicialmente, foi produzido e lançado pela banda de maneira independente em março de 2009, e posteriormente foi remasterizado e relançado assim que eles assinaram contrato com a Frenchkiss Records, em agosto do mesmo ano.

## Conceito
Hospice conta a história de um relacionamento entre um funcionário de um hospício e uma paciente que sofre de câncer ósseo em estágio terminal, com canções que contém versos sobre como o romance foi afetado pelos traumas e medos do casal, além da doença da paciente. O álbum é visto como uma metáfora para um relacionamento abusivo, mas o vocalista Peter Silberman tem relutado em divulgar mais detalhes sobre o significado do disco e sobre até que ponto Hospice é autobiográfico.

## Músicas
O primeiro single, "Bear", foi lançado em abril de 2009 para promover a primeira versão do álbum Hospice. "Two" foi o primeiro single a ser lançado comercialmente, no formato de download digital em junho de 2009. O videoclipe da música apresenta uma combinação de fotografia e animação, e foi dirigido por Ethan Segal e Albert Thrower. No Reino Unido, "Bear" foi lançado em vinil de 7 polegadas em 16 de novembro de 2009, que conta com um remix exclusivo de "Bear", feito por Darby Cicci, no lado B do disco.
Além disso, uma gravação exclusiva ao vivo de "Sylvia" no The Orchard na cidade de Nova York foi lançada em 17 de novembro de 2009.  A canção "Sylvia" também foi lançada como o terceiro single do álbum, em 22 de março de 2010. Um videoclipe para a canção, dirigido por Trey Hock, foi lançado em 15 de abril de 2010. A canção "Kettering" foi apresentada nos seguintes programas e filmes: Chuck (temporada 3, episódio 13), Sense8 (temporada 1, episódio 1), The 100 (temporada 1, episódio 10), filme independente Camp X-Ray,  Offspring (temporada 1, episódio 5), Fear the Walking Dead (temporada 1, episódio 6) e Riverdale (temporada 4, episódio 14).

## Lista de músicas
Todas as músicas foram escritas por Peter Silberman. Nas notas do encarte, todas as músicas recebem títulos alternativos.
| N.º            | Título                                                       | Duração |  |
| 1.             | "Prologue" (Hospice)                                         | 2:35    |  |
| 2.             | "Kettering" (Bedside Manner)                                 | 5:10    |  |
| 3.             | "Sylvia" (Sliding Curtains Shining Children's Heads)         | 5:27    |  |
| 4.             | "Atrophy" (Rings Ill-Fitting)                                | 7:40    |  |
| 5.             | "Bear" (Children Become Their Parents Become Their Children) | 3:54    |  |
| 6.             | "Thirteen" (Sylvia Speaks)                                   | 3:11    |  |
| 7.             | "Two" (I Would Have Saved Her If I Could)                    | 5:56    |  |
| 8.             | "Shiva" (Portacaths Switched)                                | 3:45    |  |
| 9.             | "Wake" (Letting People In)                                   | 8:44    |  |
| 10.            | "Epilogue" (Sylvia Alive In Nightmares)                      | 2:47    |  |
| Duração total: | Duração total:                                               | 51:47   |  |

## Histórico de lançamento
| País           | Data                  | Gravadora             | Formato            | Número de catálogo |
| -------------- | --------------------- | --------------------- | ------------------ | ------------------ |
| Estados Unidos | 23 de março de 2009   | The Antlers Music     | CD                 | 7 26167-4620-2 3   |
| Estados Unidos | 18 de agosto de 2009  | Frenchkiss Records    | CD (remasterizado) | FKR041-2           |
| Estados Unidos | 18 de agosto de 2009  | Frenchkiss Records    | LP                 | FKR041-1           |
| Reino Unido    | 19 de outubro de 2009 | Frenchkiss/Studio !K7 | CD                 | FK041CD            |

## Recepção
| Críticas profissionais | Críticas profissionais |
| Pontuações agregadas   | Pontuações agregadas   |
| Fonte                  | Avaliação              |
| ---------------------- | ---------------------- |
| AnyDecentMusic?        | 7.8/10                 |
| Metacritic             | 83/100                 |
| Avaliações da crítica  |                        |
| Fonte                  | Avaliação              |
| AllMusic               | [ 10 ]                 |
| The A.V. Club          | A−                     |
| The Daily Telegraph    | [ 12 ]                 |
| The Guardian           | [ 13 ]                 |
| The Irish Times        | [ 14 ]                 |

O álbum foi lançado com aclamação da crítica. A Pitchfork endossou o relançamento de Hospice com seu selo de "Best New Music". A NPR Music colocou o álbum em primeiro lugar em sua lista dos dez melhores álbuns do início de 2009. No final do ano, a Pitchfork colocou-o em 37º lugar em sua lista dos melhores álbuns de 2009, elogiando seu "poder de destruir emocionalmente os ouvintes". O Beats Per Minute o considerou o melhor álbum de 2009, enquanto o Rhapsody o considerou o 24º melhor álbum de 2009.

## Créditos

### Banda
- Peter Silberman – voz, guitarra, acordeão, gaita, harpa, teclados
- Darby Cicci – trompete, banjo curvado
- Michael Lerner – bateria, percussão
- Justin Stivers – baixo
- Sharon Van Etten – vocais nas faixas "Kettering", "Thirteen," "Two" e "Shiva"[19]

### Produção
- Gravado em Watcher's Woods, Brooklyn
- Masterizado por Greg Calbi na Sterling Sound
- Lançamento original masterizado por Timothy Stollenwerk
- Arte de Zan Goodman
- Design por Darby Cicci